# بايتا
بايتا (بالإنجليزية: Paita)‏ هي مدينة تتبع مديرية بايتا ‏، ومقاطعة بايتا، وإقليم بيورا . وهي عاصمة مقاطعة بايتا، ومديرية بايتا ‏ . بلغ عدد سكانها 179346 نسمة في 2016 .

## مدن توأم
المدن التوأم:
- تالارا
- غواياكيل
- مدينة بنما
- Balboa, Panama [الإنجليزية]‏
- كاياو
- كاراكاس
- ريغا.

## أعلام
- مانويلا ساينز
- مارك أ. كارلتون